# José Carlos Lacerda
José Carlos Lacerda foi um político brasileiro. Nasceu no Rio de Janeiro em 30 de maio de 1943. Foi vereador e prefeito de Duque de Caxias, deputado estadual e deputado federal pelo estado do Rio de Janeiro, tendo se filiado a diversas legendas durante sua vida pública Era casado com Marli da Silva Lacerda, com quem teve três filhos.
Era graduado em Administração. Trabalhou no Ministério da Saúde em 1960 a 1970 como técnico de orçamento. Em 1963 ingressou no Partido Trabalhista Brasileiro (PTB), no qual permaneceu até a extinção dos partidos políticos em 1965. No ano seguinte, filiou-se ao Movimento Democrático Brasileiro (MDB), partido de oposição ao regime militar, no qual permaneceu até 1969. Em 1970 foi eleito vereador em Duque de Caxias na legenda da Aliança Renovadora Nacional (Arena), que apoiava o regime militar, tendo sido reeleito em novembro de 1972 — ano em que retornou para o MDB — e em novembro de 1976.
Em novembro de 1978 ganhou a eleição para deputado estadual e assumiu sua cadeira em fevereiro de 1979, após ter renunciado ao mandato de vereador.  Com o fim do bipartidarismo em novembro de 1979, filiou-se ao Partido do Movimento Democrático Brasileiro (PMDB), agremiação continuadora do MDB. Em 1981, saiu do PMDB e ingressou no Partido Popular (PP), liderado nacionalmente por Tancredo Neves. Concluiu seu mandato de deputado estadual em janeiro de 1983.  Em 1988, filiado ao Partido da Frente Liberal (PFL), José Carlos Lacerda ocupou o cargo de vice-prefeito de Duque de Caxias.
Dois anos depois, quando o prefeito Hydeckel de Freitas assumiu uma cadeira no Senado, foi empossado no cargo de prefeito, o qual ocupou até 31 de dezembro de 1992.  Em 1994, desligou-se do PFL e filiou-se ao Partido Progressista Reformador (PPR), pelo qual elegeu-se deputado federal em outubro do mesmo ano, obtendo a maioria dos votos em sua base eleitoral na cidade de Duque de Caxias. Com suspeitas de fraude devido ao número excessivo de votos em branco, o pleito foi anulado pelo Tribunal Regional Eleitoral do estado (TRE-RJ). Realizada uma nova eleição em novembro, Lacerda confirmou sua vitória, assumindo o mandato em fevereiro do ano seguinte.  Em agosto de 1995, com a fusão do PPR com o Partido Progressista (também com a sigla PP, tal como o Partido Popular do qual José Carlos Lacerda fez parte), dando origem ao Partido Progressista Brasileiro (PPB), ingressou na nova agremiação.  Em maio de 1996, já no Partido da Social Democracia Brasileira (PSDB), assumiu a Secretaria Extraordinária da Baixada Fluminense do governo Marcello Alencar (1995-1998), no Rio de Janeiro, licenciando-se com isso do mandato federal.  
Morreu no Rio de Janeiro no dia 30 de dezembro de 1997, em consequência de ferimentos provocados por atropelamento sofrido dias antes.